# 新江界站
新江界站（韓語：신강계역）是朝鮮民主主義人民共和國慈江道江界市的一個鐵路車站，属于江界线。

## 邻近车站
江界线
江界站 - 新江界站 - 南门站